# Fort Collins
Fort Collins és una població dels Estats Units, seu del comtat de Larimer, a l'estat de Colorado. Segons el cens del 2000 tenia 136.509 habitants.

## Demografia
Segons el cens del 2000, Fort Collins tenia 118.652 habitants, 45.882 habitatges, i 25.785 famílies. La densitat de població era de 984,4 habitants per km².
Dels 45.882 habitatges en un 29% hi vivien nens de menys de 18 anys, en un 44,9% hi vivien parelles casades, en un 7,9% dones solteres, i en un 43,8% no eren unitats familiars. En el 26% dels habitatges hi vivien persones soles el 5,9% de les quals corresponia a persones de 65 anys o més que vivien soles. El nombre mitjà de persones vivint en cada habitatge era de 2,45 i el nombre mitjà de persones que vivien en cada família era de 3,01.
Per edats la població es repartia de la següent manera: un 21,5% tenia menys de 18 anys, un 22,1% entre 18 i 24, un 31,5% entre 25 i 44, un 17% de 45 a 60 i un 7,9% 65 anys o més.
L'edat mediana era de 28 anys. Per cada 100 dones de 18 o més anys hi havia 99,7 homes.
La renda mediana per habitatge era de 44.459 $ i la renda mediana per família de 59.332 $. Els homes tenien una renda mediana de 40.856 $ mentre que les dones 28.385 $. La renda per capita de la població era de 22.133 $. Entorn del 5,5% de les famílies i el 14% de la població estaven per davall del llindar de pobresa.

## Poblacions més properes
El següent diagrama mostra les poblacions més properes.